# 炼金术
煉金術是歷史上的一种化学哲学，其目标是通過化學方法将一些基本金属转变为黃金，制造万灵药及制备长生不老药。煉金術的存在跨越世界歷史至少2500年，曾存在于美索不达米亚、古埃及、波斯、印度、中国、日本、朝鮮半島、古希腊和罗马，以及穆斯林文明，然后在欧洲自中世纪興起直至19世纪。包括艾萨克·牛顿在内的一些著名科学家都曾进行过煉金術尝试。在18世紀時，煉金術與化學兩者逐漸劃清界線，但是直到19世纪之前，前者尚未被科学证据所否定。煉金術也被視為是現代化學的前身。

## 西方的鍊金術

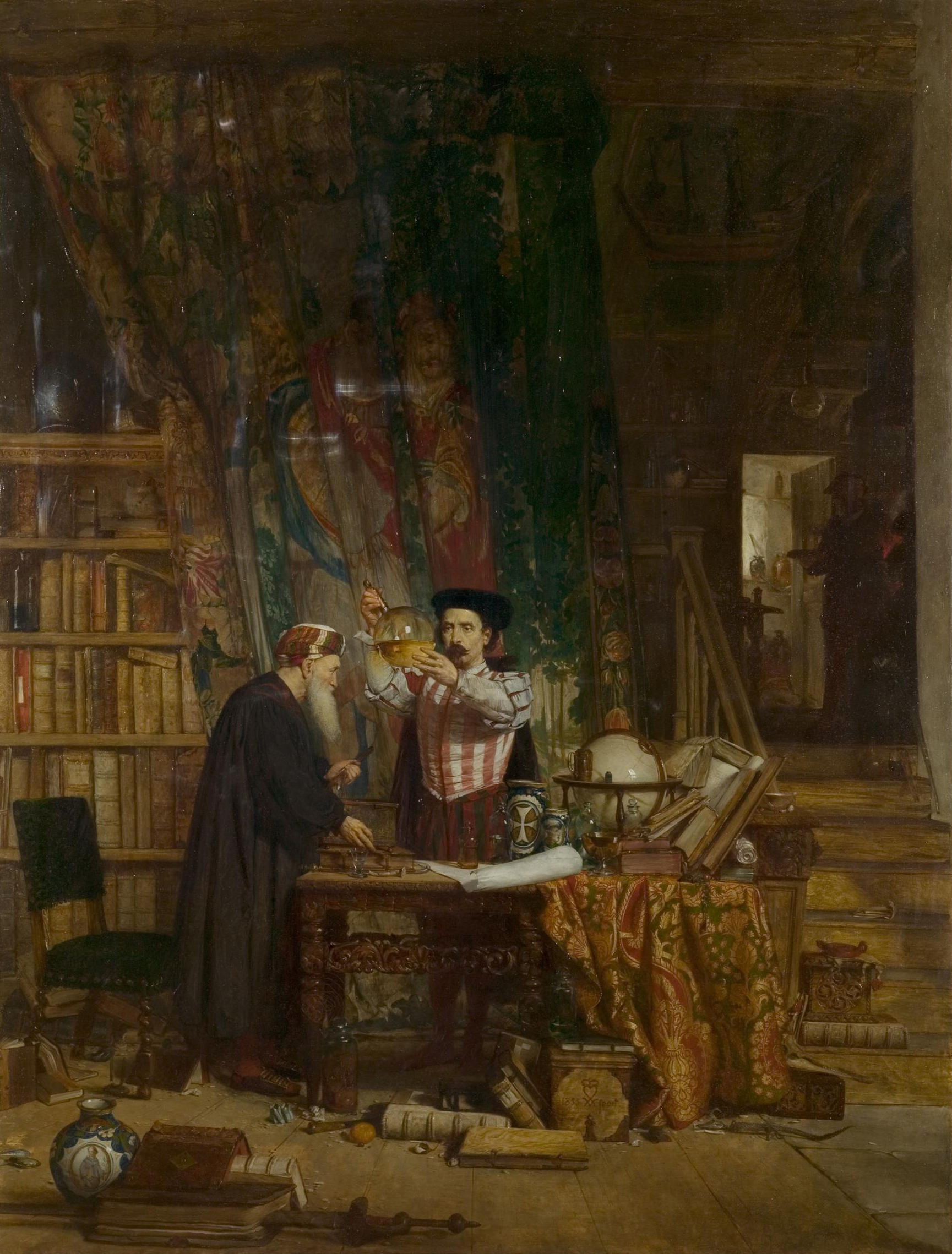
鍊金術師

早期的鍊金術者的生活时代是从公元1世纪到5世纪。西方最早的鍊金術著作是假藉德谟克利特（Democritus）的名字所著（约公元100年）。西方鍊金術认为金属都是活的有机体，逐渐发展成为十全十美的黄金。这种发展可加以促进，或者用人工仿造。所采取的手段是把黄金的形式或者灵魂隔离开来，使其转入常見金屬；这样常見金屬就会具有黄金的形式或特征。金属的灵魂或形式被看作是一种灵气，主要是表现在金属的颜色上。因此常見金屬的表面镀上金银就被当作是鍊金術者所促成的转化。
鍊金術者所采用的一个相当普遍的方法是把四种常見金屬铜、锡、铅、铁熔合，获得一种类似合金的物质。然后使这种合金表面变白，这样就赋给它一种银的灵气或者形式。接着再给它加进一点金子作为种籽或发酵剂使全部合金变为黄金。最后再加一道手续，或者把表面一层的常見金屬蚀刻掉，留下一个黄金的表面，或者用硫磺水把合金泡过，使它看上去有点像青铜那样，这样转变就完成了。
另一种为早期鍊金術者加以广泛传播的思想，是一种更原始的观念，即金属是两性生殖的产物，金属本身就有雌雄之分。这种观念在伊斯兰教和中古鍊金術裡的地位比较重要。
自公元12世纪起，基督教盛行的西方开始翻译阿拉伯和希腊著作，包括鍊金術文献。希腊鍊金術对欧洲的影响远不及经过了系统化的阿拉伯鍊金術所产生的影响。煉製黄金是欧洲鍊金術的主要目标。欧洲学者根据伊斯兰鍊金術的理论，作了大量实验。虽然不可能成功，但为化学的发展与出现积累了大量知识。帕拉賽蘇斯繼承古希臘四元素說，再結合阿拉伯的三原質，認為能依此生成秘藥。

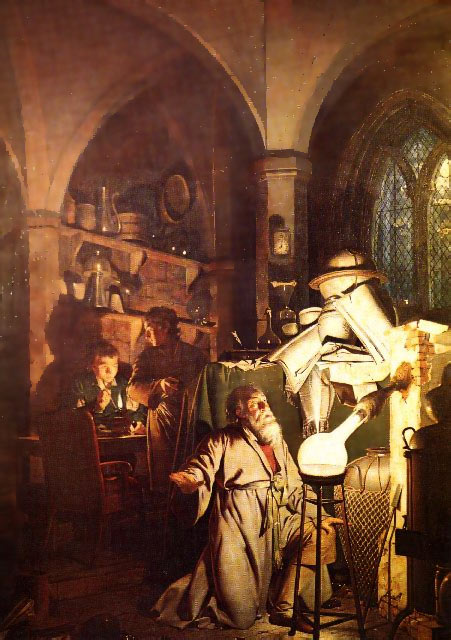
Joseph Wright of Derby 1771年畫作《鍛煉賢者之石的鍊金術師》

## 伊斯兰世界的鍊金術
伊斯兰鍊金術体现了一种关于本质的哲学，它与古希腊赫耳墨斯的哲学和中国的鍊金術，以及关于矿物和金属转变成金的特殊原理都有密切的关系。伊斯兰教历史上，穆斯林学者对鍊金術的效能长期争论不休。正统的宗教学者大多反对鍊金術，而多数自然学科的学者，尽管他们也不相信一般金属能变成黄金，却接受了鍊金術的基本观点。著名的伊斯兰医学家伊本·西那在他的《治疗书》中关于金属构成的学说，便是以鍊金術的理论为基础。
穆斯林中最早的鍊金術者是倭麦亚王子哈立德·伊本·叶基德。8世纪初，鍊金術甚为流行，其代表人物是贾比尔·伊本·哈扬。他的著作《七十本书》和《平衡书》，被视为伊斯兰鍊金術的基础理论著作，是用阿拉伯文写成的关于鍊金術最重要的文献。穆斯林医生兼鍊金術拉齐被誉为将鍊金術发展为古代化学的奠基人。

## 中国的鍊金術
鍊金術在中國古代又稱「黃白術」。煉丹術士（煉丹家）認為物質是可以變化的，加以人工鍛煉，可以縮短年代，加速變化。漢武帝時方士李少君、欒大自稱能以丹砂製作「黃金」，淮南王劉安的方士則自稱能以汞製作金和銀。西漢末年，劉向根據劉安留下的秘笈，卻不能成功。王莽據說留下60多萬斤「黃金」，應是一種合金。傳說道士左慈、李根都能鍊金。丹家所造的金銀，大都是汞化物。水銀氧化後，有紅黃二色，黃色的就被視為「金」。後世丹家認為水銀在鍊金中是最關鍵的，汞加鉛可以變金。唐宋時代的偽金偽銀多用銅、鐵、錫、水銀合成，丹家如唐初成弼、北宋王捷；北宋時的《寶藏論》記載有偽金5種、偽銀13種。
此外，鍊金術在中國古代也被稱作“煉丹術”，其引用許多道家理念，有不少提及養生和修行的理論，相較於西方鍊金術，中國的煉丹術更為關注如何達至長生不死。秦始皇在討平六國之後，曾派方士徐福到海上求仙人長生不死之藥。漢武帝本人亦熱衷於尋求神仙和長生術。東漢時期，煉丹術進一步發展，煉丹術士輩出，如魏伯陽，著書《周易參同契》以闡明長生不死之說。繼後，南朝煉丹術士陶弘景著《真诰》。至唐代，煉丹術與道教結合而進入全盛時期，這時煉丹術士孫思邈，著作《丹房訣要》。这些煉丹術著作有頗多化學知識，據統計共有化學元素六十多種，還有許多關於化學變化的記載。民間還傳說道教淨明道與閭山派的許遜、八仙中的鍾離權、呂洞賓師徒會點石成金或點鐵成金之術，所以把他們視為財神。
只是，大部分所謂「仙丹」乃是用重金屬如鉛、汞等煉製而成的，人若服食不僅無法長生不死，更有可能中毒加速死亡。中國和其他地方一樣，煉丹術有兩大信條：一、相信其他金屬可化為黃金；二、相信服食金丹可以成仙。在西元前四世紀的中國文獻裡，就明確提到這兩種信條。學者普遍同意鄒衍是煉丹術的創立者。在西元前二世紀，劉安和其他作者（淮南子）（仙藥）：「為神丹既成，不但長生，又可以作黃金」都提到金丹和長生不死的關係。

## 其他的鍊金術
佛教和婆羅門教的經文裡曾提到一種能將銅轉化為金，名曰hataka的液体，印度僧侣龍樹亦在《大智度論》裡描述4種金屬轉化的方法。

## 影响
现代科学证明鍊金術是不可行的，因為金是原子序79的金屬元素，而非化合物。但是，若使用核聚变或核裂变的方式，確有可能將其他元素轉變為金，但不符經濟效益，而且需要龐大能量，故目前無人採用此種鍊金方式。
煉金術作为現代化学的先驱在化学发展史上有一定积极作用。通过鍊金術，人们积累了化学實驗的经验，发明多种实验器具，认识许多天然矿物。在欧洲，鍊金術成为現代化学产生和发展的基础。
现代分析心理学的创始人卡尔·古斯塔夫·荣格认为，古代的鍊金術实际上是一种人以自己的心灵发展为参照，对自然界现象的投射行为。

## 研究書目
- 陳國符：《中國外丹黃白考》（上海：上海古籍出版社，1997）。